# Булнаш
Булна́ш — река в России, протекает по Алапаевскому и Артёмовскому районам Свердловской области. Устье реки находится в 48 км по левому берегу реки Бобровки. Длина Булнаша составляет 13 км.

## Данные водного реестра
По данным государственного водного реестра России, Булнаш относится к Иртышскому бассейновому округу, речному бассейну Иртыша, речному подбассейну Тобола. Водохозяйственный участок — Ница от слияния рек Реж и Нейва и до устья.
Код объекта в государственном водном реестре — 14010501912111200007125.